# Shokouh al-Saltaneh
Shokouh al-Saltaneh, död 1892, var gemål till shah Nassredin Shah (regerade 1848-1896) och mor till shah Muzaffar al-din Shah Qajar (regerade 1896-1907).
Hon var den tredje lagliga hustrun (i kontrast till konkubin) till monarken och fick främsta rang i haremet 1862. Som mor till tronarvingen spelade hon en inflytelserik roll i haremet. Hon är också känd för sina försök att åstadkomma en skilsmässa mellan sin son hon hans hustru.